# ユーリー・エハヌロフ
- ユーリー・エハヌロワ
- ユーリー・イェハヌーロフ

ユーリー・イヴァーノヴィチ・エハヌロフ（ウクライナ語:Юрій Іванович Єхануров、1948年8月23日 -）は、ウクライナの政治家。首相や第3期、第4期ウクライナ人民代議員等を歴任。一等国家公務員。ブリヤート人。

## 概要
1948年8月23日、ヤクート自治ソビエト社会主義共和国ベルカチで生まれた。1963年、ブリヤート社会主義共和国ビチュラ地区のブイスク8年制学校を卒業し、同年、15歳でキエフに移住した。
キエフ建設技術学校を卒業。
1984年、キーウ大学で「建設における資本投資の効率の向上（地域建設と工業団地を例に）」というテーマで候補者の論文を擁護し、経済科学の候補者の科学学位を授与された。その後、同じくキーウ大学で、1992年にエカヌロフは理論応用経済学部准教授の学術称号を取得し、2004年には理論応用経済学部教授の学術称号を取得した。
1960年～1970年代、ウクライナ・ソビエト社会主義共和国の建築組織で働き、1980年代末までにはキエフ市建築総局経済問題担当次長まで出世した。1990年代初め、内閣附属経済問題顧問、並びにキエフ市役所で働いた。1993年から1994年、経済次官を務め、その後1997年まで国有財産基金を率いた。1994年、ウクライナ産業・企業家同盟議長に選出。1997年、数ヶ月間経済相を務め、同年夏、ウクライナ企業活動問題国家委員会を率いた。
1998年3月、最高会議代議員に選出されたが、ヴィクトル・ユシチェンコ政権の第一副首相に任命されたため、1999年12月、代議員資格を手放した。2001年4月の内閣総辞職後は、ユシチェンコと協力関係を維持した。2002年4月、「我らがウクライナ」から出馬して代議員に当選し、産業政策・企業活動問題委員会委員長となった。
オレンジ革命後の2005年4月、エハヌロフはドニプロペトロウシク州知事に任命された。
2005年9月8日、ユシチェンコ大統領は、ユーリヤ・ティモシェンコ首相以下全閣僚を解任し、エハヌロフを首相代行に任命して、組閣を要請した。この首相人事は、9月20日の議会審議では否決されたが、9月22日の2度目の議会審議でようやく信任を得られた。しかし就任直後にロシア・ウクライナガス紛争が勃発した。2006年1月4日、両国は輸入価格の値上げで合意したものの、エハヌロフ内閣は国内で批判を浴び、2006年1月10日、議会から不信任決議案を突きつけられ総辞職した。しかし、後継首相が指名されなかったため、2006年8月4日にヴィクトル・ヤヌコーヴィチが後継に決定するまで首相代行職に留まっていた。
2006年3月の選挙では、我らがウクライナの名簿順位第一位で当選。

## 栄典
名誉記章勲章、ウクライナ・ソビエト社会主義共和国最高会議幹部会賞、ウクライナ閣僚会議名誉賞を受賞。